# Cingia de' Botti
Cingia de' Botti är en ort och kommun i provinsen Cremona i regionen Lombardiet i Italien. Kommunen hade 1 220 invånare (2018).